# NGC 4697
NGC 4697 is een elliptisch sterrenstelsel in het sterrenbeeld Maagd. Het hemelobject ligt 55 miljoen lichtjaar van de Aarde verwijderd en werd op 24 april 1784 ontdekt door de Duits-Britse astronoom William Herschel.

## Synoniemen
- MCG -1-33-10
- UGCA 300
- PGC 43276